# Moshi Moshi EP
Moshi Moshi è un EP del duo elettronico Digitalism.
È stato realizzato il 6 febbraio 2008 dalla EMI Japan Records e viene commercializzato per il solo mercato giapponese per celebrare il Tour Giapponese dei Digitalism. Contiene 8 tracce remixate e live e il titolo Moshi Moshi riflette la frase giapponese usata quando si risponde al telefono.

## Tracce
1. Pogo (Digitalism's Robotic Mix)
2. ZDRLT (Rewind)
3. The Pulse (Live)
4. Idealistic (Extended Mix)
5. Yes, I Don't Want This
6. Idealistic (A-Trak Remix)
7. Pogo (Shinichi Osawa Remix)
8. Zdarlight/I Want I Want (Live @ The Bunker)